# ثورنتون فيتزهاغ
ثورنتون فيتزهاغ (بالإنجليزية: Thornton Fitzhugh)‏ هو مهندس معماري أمريكي، ولد في 1864، وتوفي في 1933.